# یگان‌های مدافع زنان
یگان‌های مدافع زنان یا ی‌پ‌ژ (به کردی: Yekîneyên Parastina Jinê) شاخه زنان در یگان‌های مدافع خلق متشکل از زنان کرد مناطق کردنشین سوریه است که علیه داعش در کردستان سوریه مبارزه کرده‌اند.
این گروه به خاطر عملیات نظامی و دفاع و بیرون راندن مهاجمان داعش از شهر کوبانی، به عنوان نماد مقاومت زنان کرد شناخته شدند.

## زنان در جنبش سوریه
در کنار جنبش مردمی در سوریه، زنان کرد در این کشور نیز سلاح به دست گرفتند و در کنار مردها جنگیدند و کنترل شمال سوریه که به نام روژاوا نیز شناخته می‌شود را در دست گرفتند. زنان در کنار مردان در یگان‌های مختلطی که نامش واحدهای مدافع خلق (YPG) است جنگیدند. آن‌ها در سازمان رزم دیگری به نام یگان‌های مدافع زنان (YPJ) نیز فعالیت کردند. گفته می‌شود که شمار نیروهای یگان‌های مدافع زنان به حدود ۷ تا ۱۰ رزمنده می‌رسد که این رقم در زمان محاصرهٔ کوبانی ۴۰ درصد از نیروی رزمی در شمال سوریه بوده‌است.
یگان زنان کرد در شمال سوریه توسط زنان سیاسی سطح بالایی اداره می‌شود. آن‌ها در این تشکل است که می‌توانند علیه خشونت و تعرض جنسی از خود دفاع کنند. این زنان همچنین آکادمی‌هایی را اداره می‌کنند که در آن دانش زنان یا ژنولوژی فراگرفته می‌شود.

## پس از حملهٔ ترکیه
به گفتهٔ نوروز احمد، فرماندهٔ کل یگان‌های مدافع زنان در ژوئیهٔ ۲۰۲۱، پس از حملهٔ ترکیه به شمال شرقی سوریه در سال ۲۰۱۹ تعداد زنان مبارز یگان‌های مدافع زنان افزایش چشمگیری داشته و دست‌کم ۱۰۰۰ زن دیگر به این یگان‌ها پیوسته‌اند. این در حالی بوده که که دختران زیر ۱۸ سال به خدمت پذیرفته نمی‌شوند و زنان متأهل نیز نمی‌توانند عضو یگان‌های مدافع زنان شوند. نیروهای مدافع زنان در منطقهٔ حسکه نزدیک به ۴۰ درصد از نیروهای پلیس را تشکیل می‌دهند.

## نگارخانه

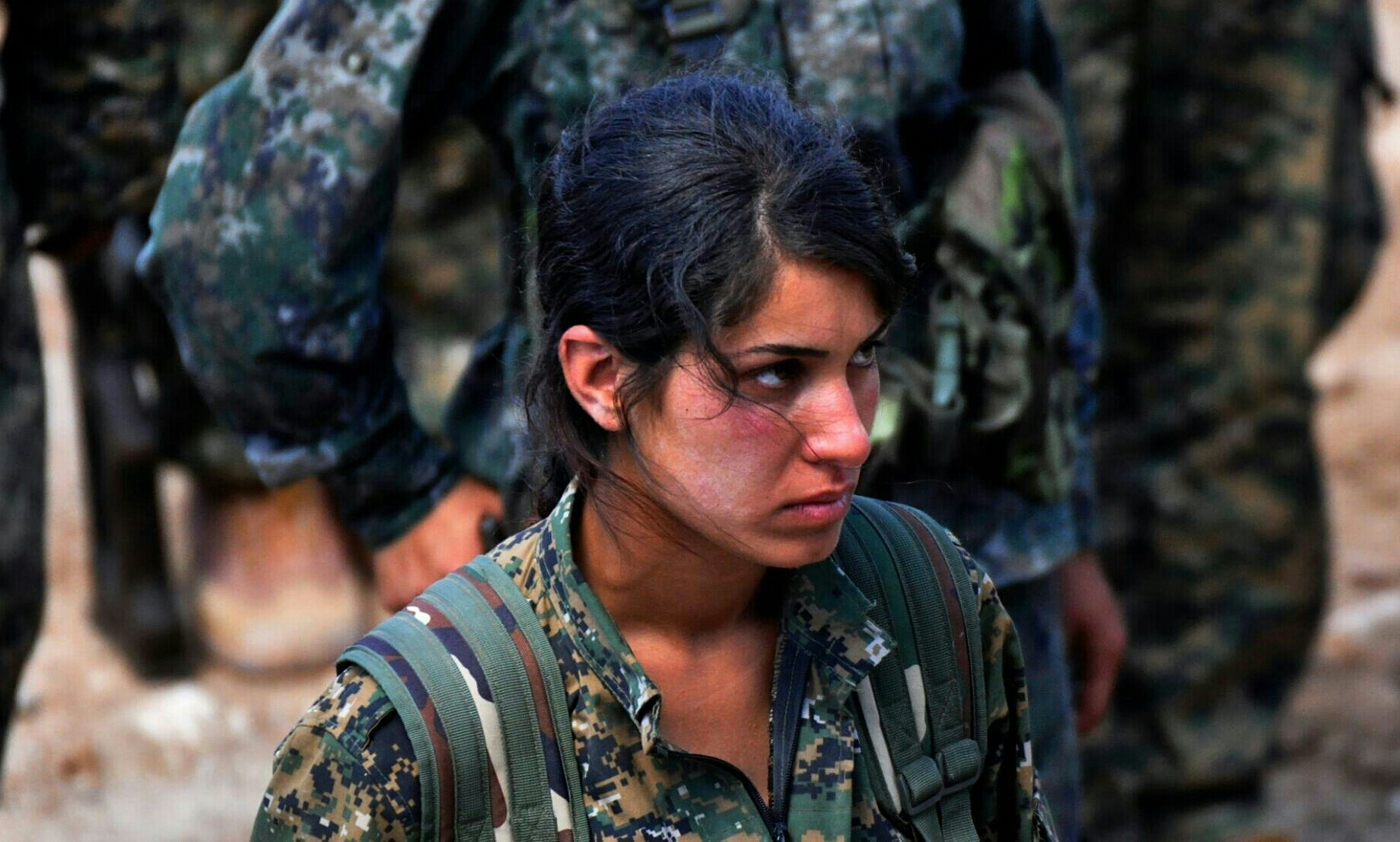
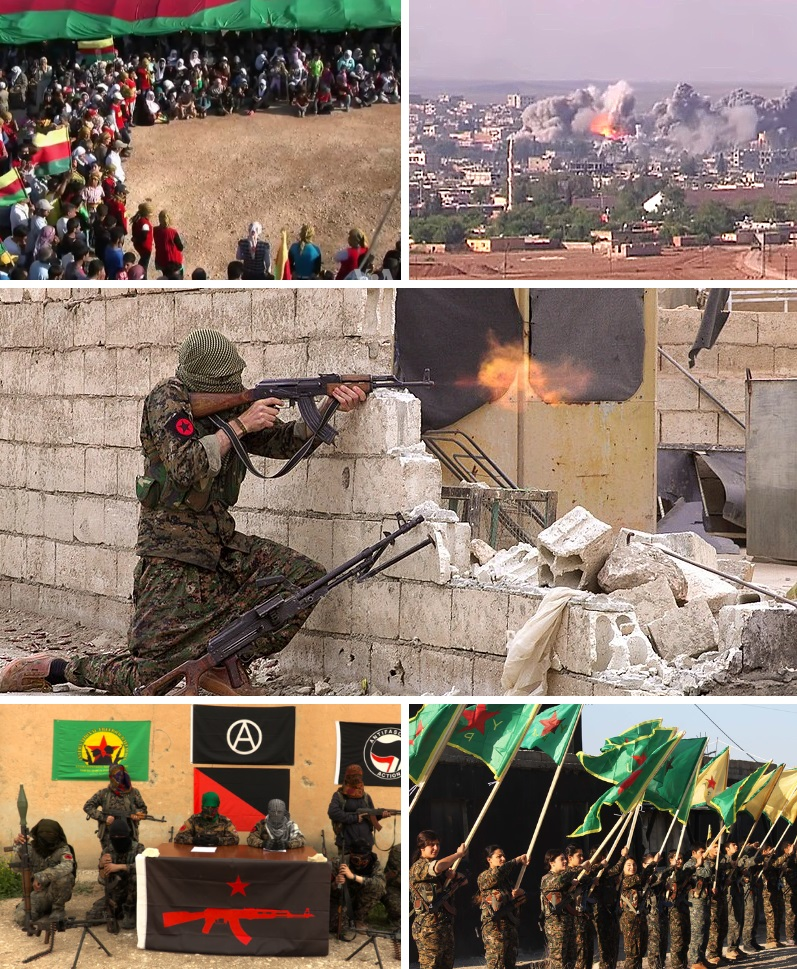
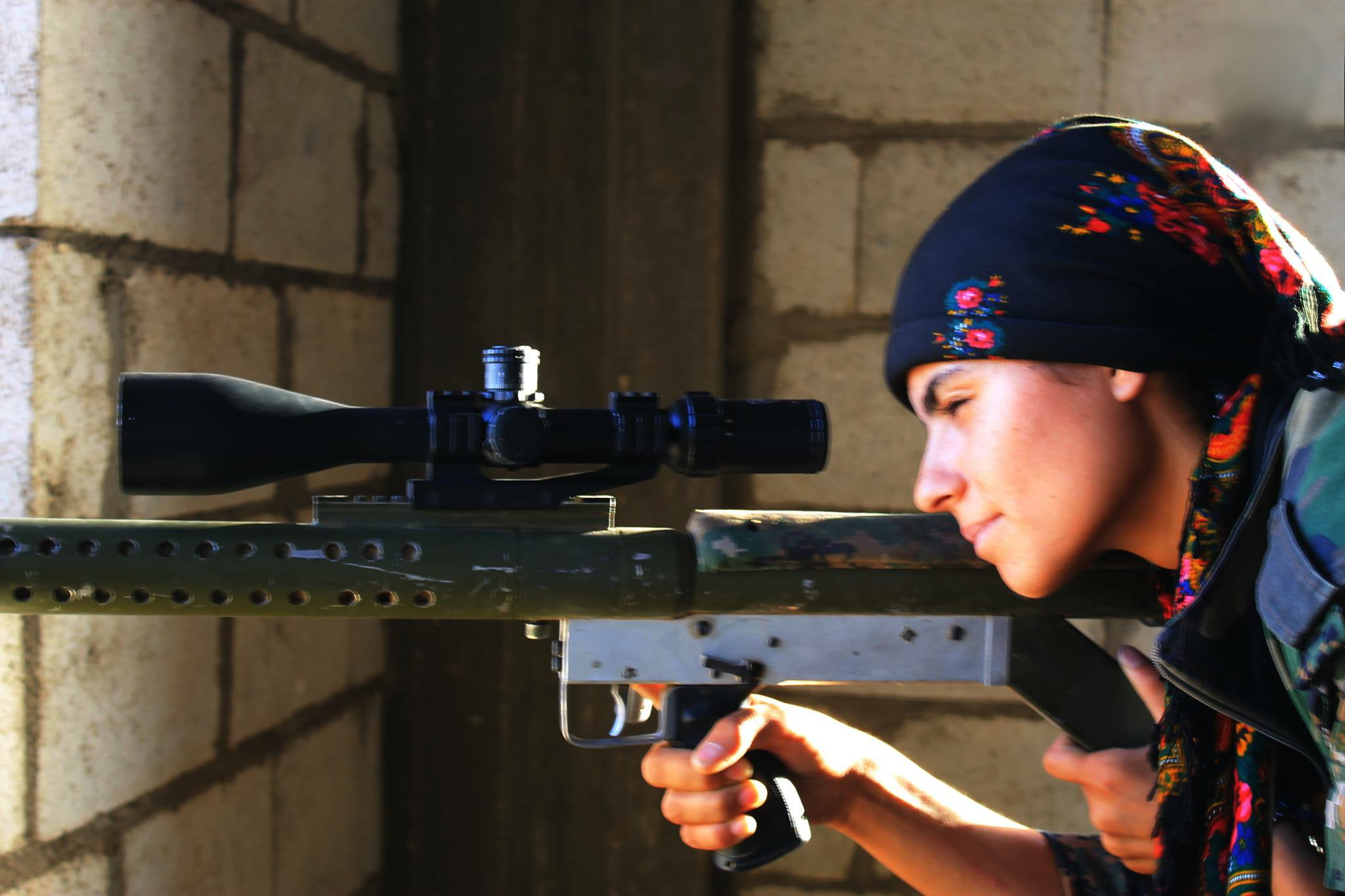
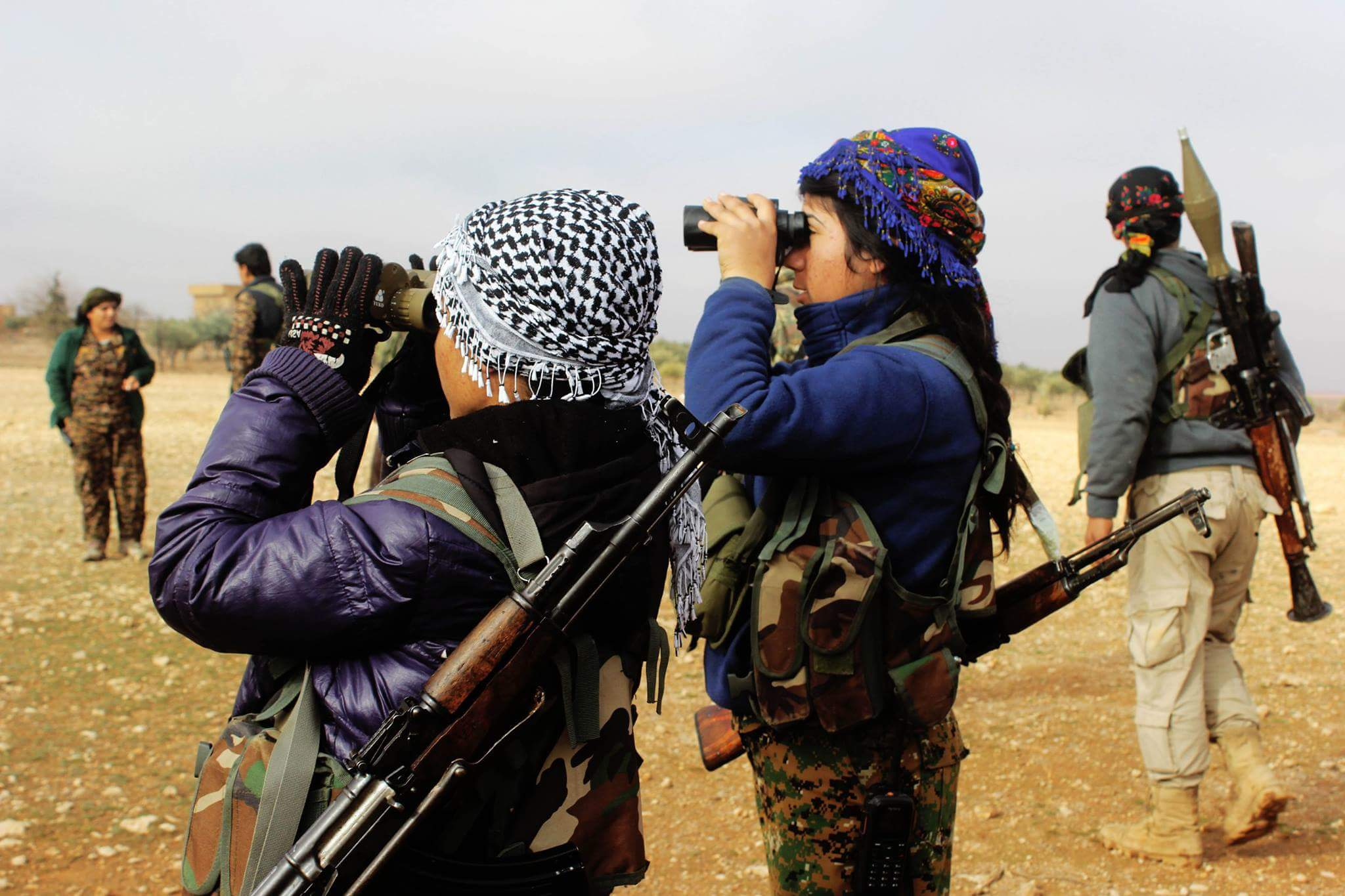
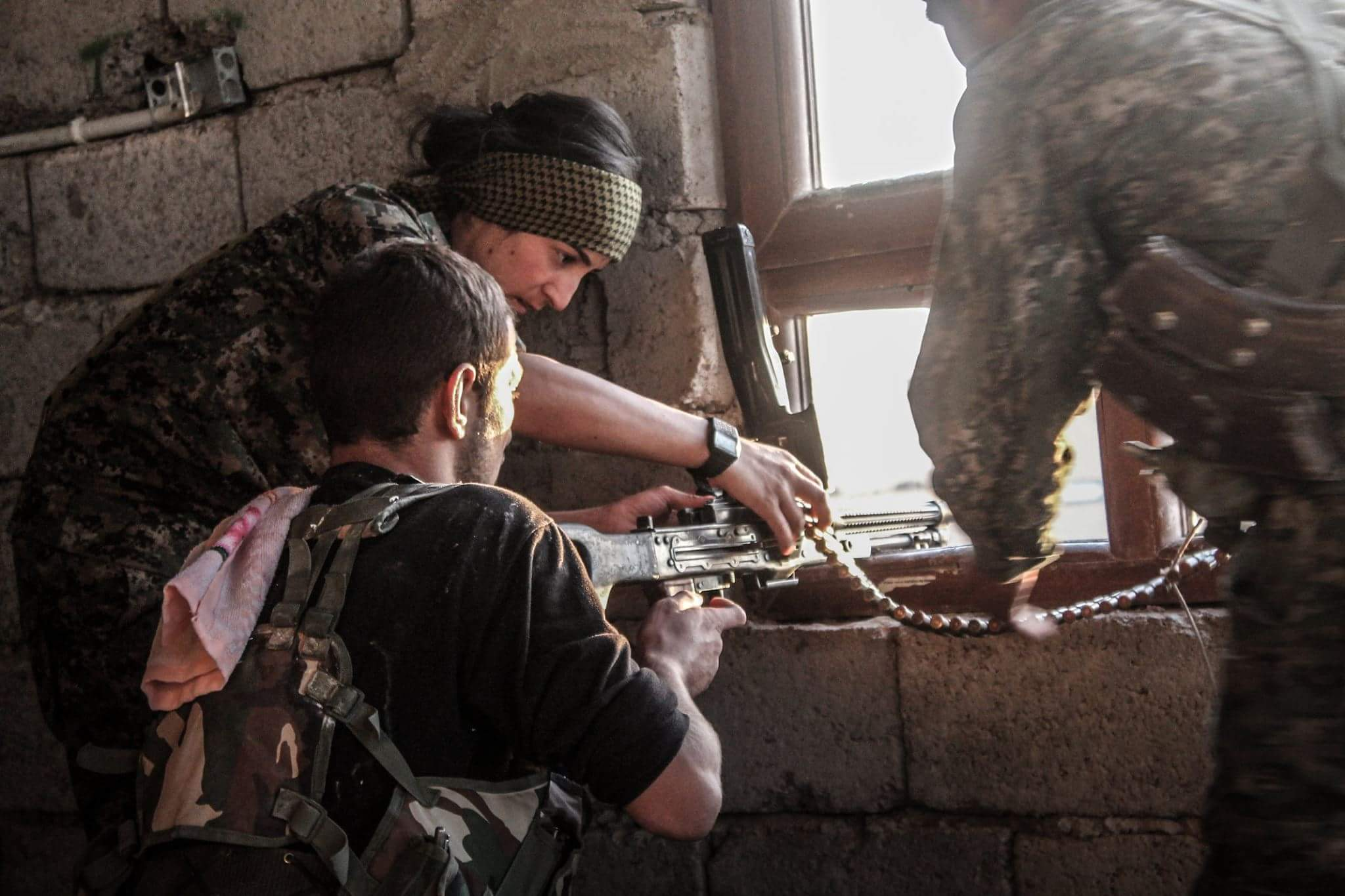
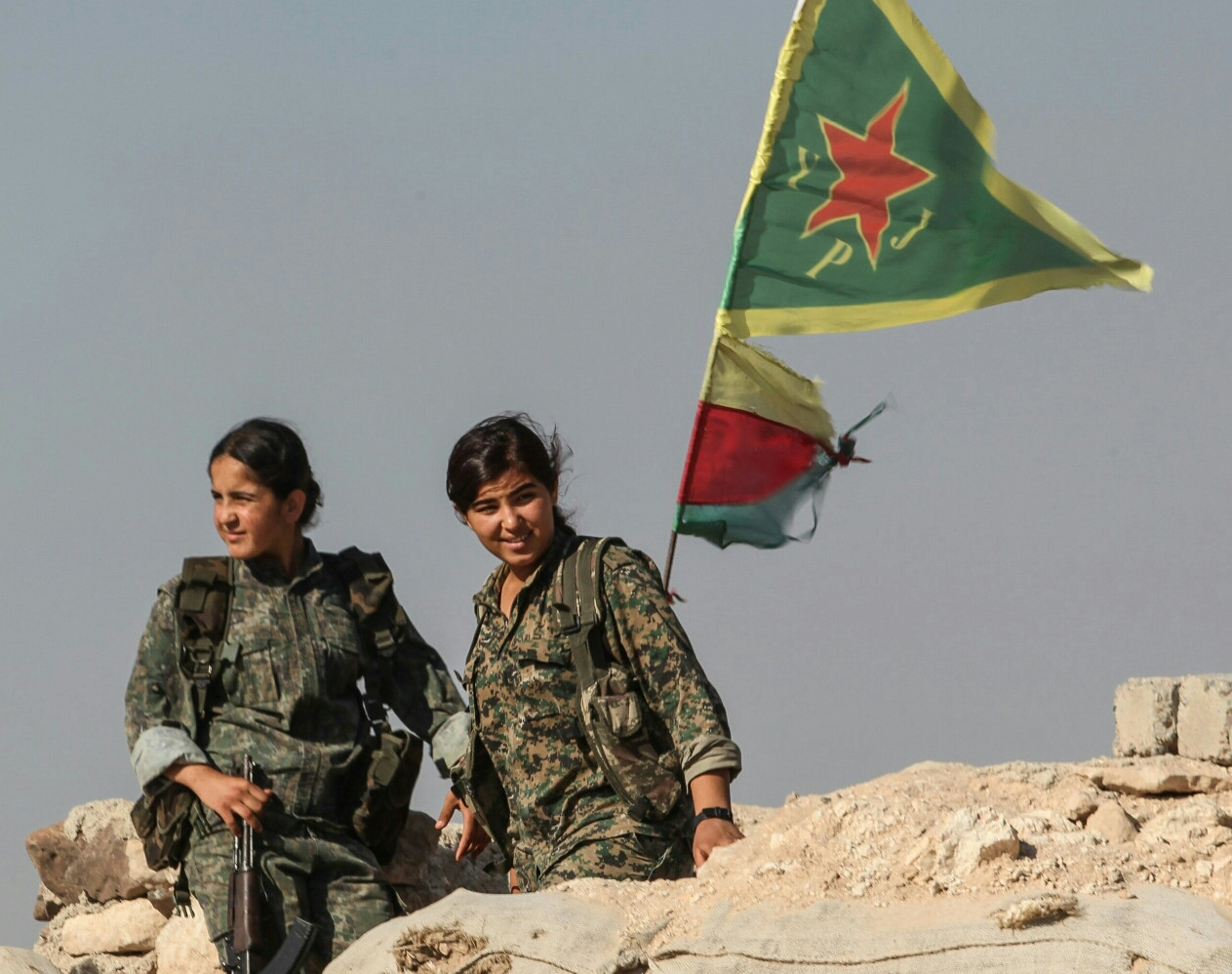
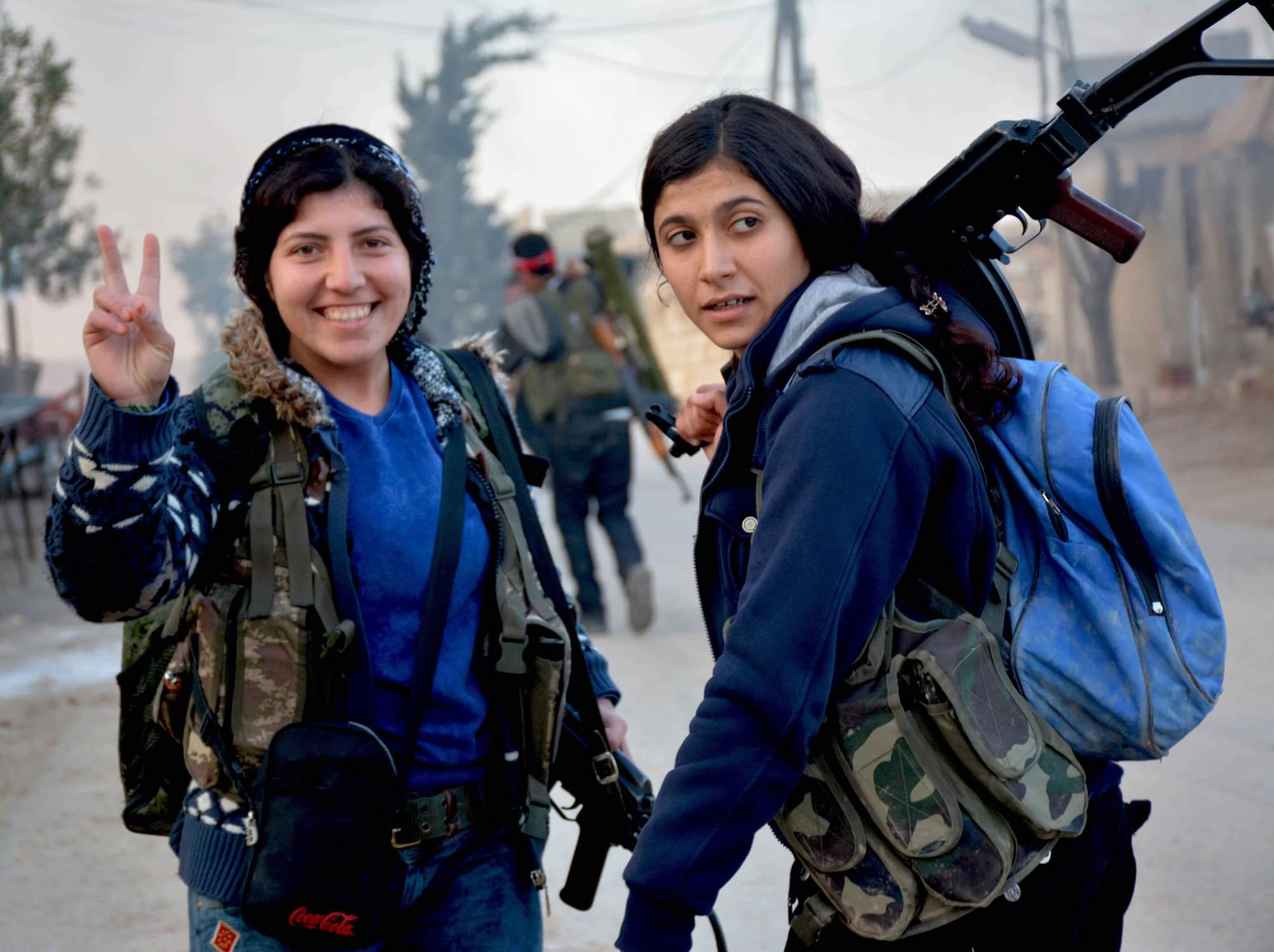
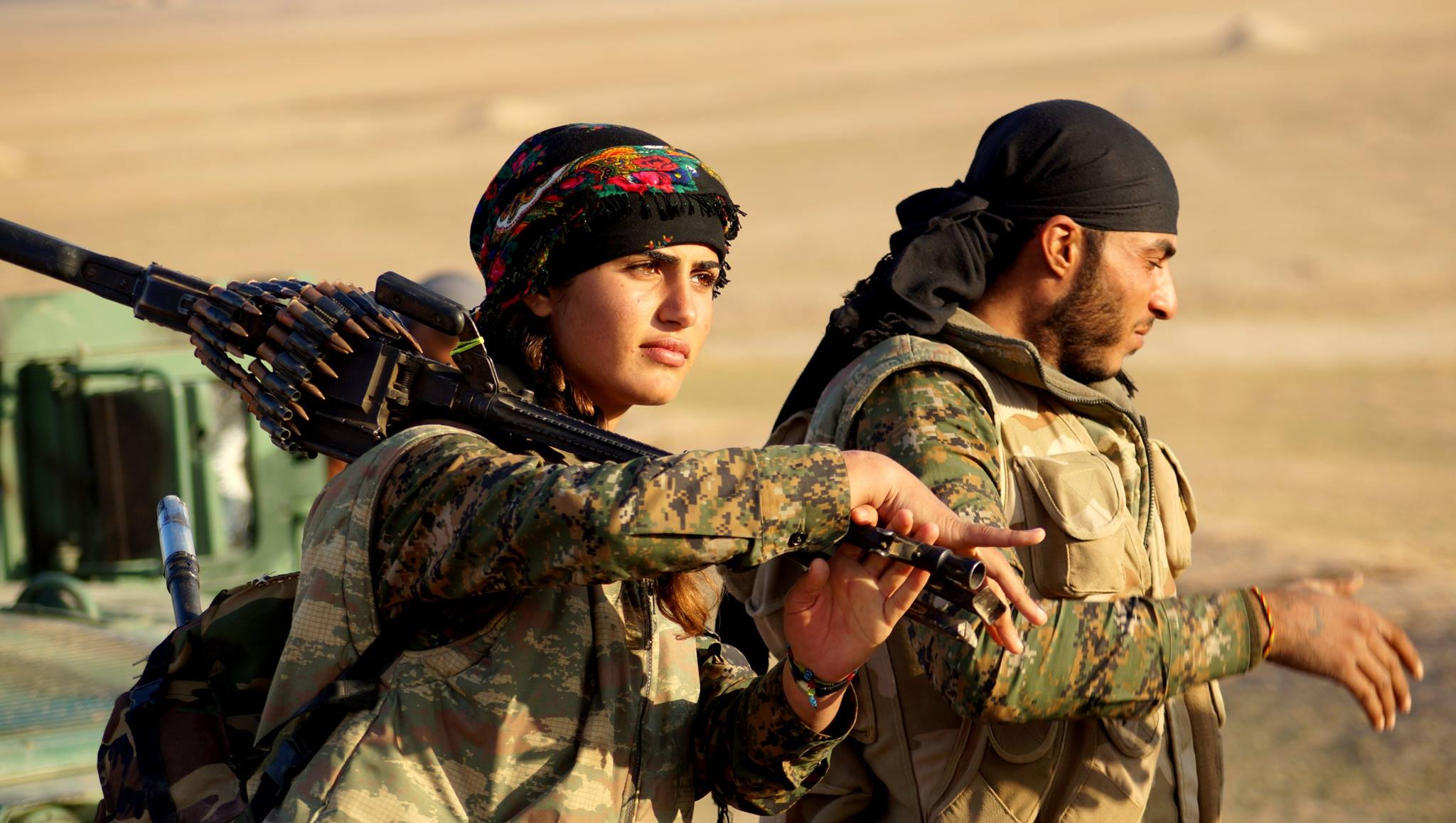
ویان عنتر در نوامبر ۲۰۱۵
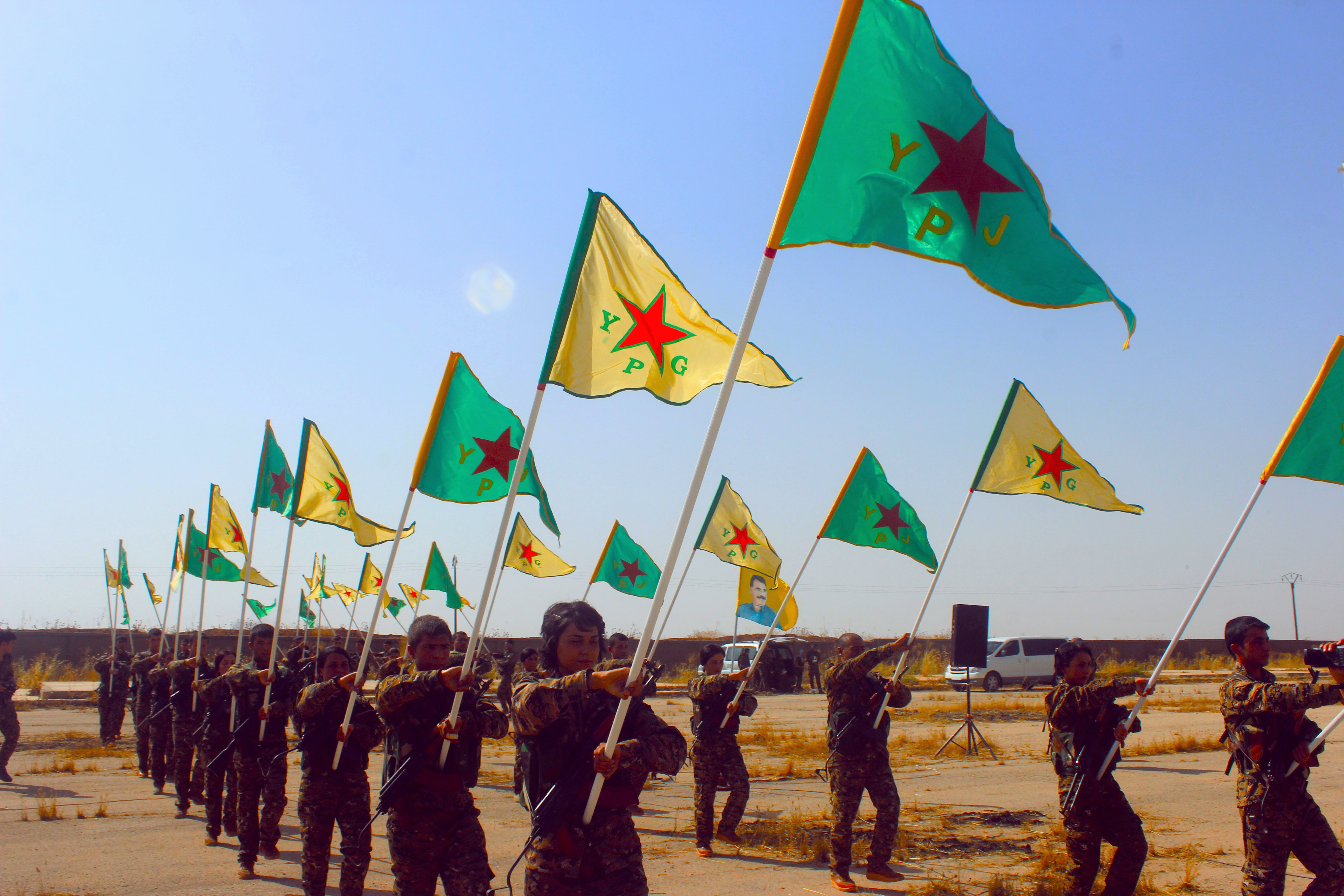
جنگجویان YPG و YPJ , سال ۲۰۱۶